# Samira Chhab
Samira Chhab es una deportista marroquí que compitió en judo. Ganó ocho medallas en el Campeonato Africano de Judo entre los años 1997 y 2004.

## Palmarés internacional
| Campeonato Africano | Campeonato Africano    | Campeonato Africano | Campeonato Africano |
| Año                 | Lugar                  | Medalla             | Categoría           |
| ------------------- | ---------------------- | ------------------- | ------------------- |
| 1997                | Casablanca (Marruecos) | Medalla de oro      | +72 kg              |
| 1997                | Casablanca (Marruecos) | Medalla de bronce   | Abierta             |
| 1998                | Dakar (Senegal)        | Medalla de plata    | +78 kg              |
| 1998                | Dakar (Senegal)        | Medalla de plata    | Abierta             |
| 2002                | El Cairo (Egipto)      | Medalla de plata    | +78 kg              |
| 2002                | El Cairo (Egipto)      | Medalla de bronce   | Abierta             |
| 2004                | Túnez (Túnez)          | Medalla de bronce   | +78 kg              |
| 2004                | Túnez (Túnez)          | Medalla de bronce   | Abierta             |